# Heiko Harborth
Heiko Harborth (Celle, Baixa Saxônia, 11 de fevereiro de 1938) é um matemático alemão.
É professor de matemática da Universidade Técnica de Braunschweig, desde 1975, e autor de mais de 180 publicações matemáticas. Trabalha principalmente das áreas de teoria dos números, combinatória e geometria discreta, incluindo teoria dos grafos.